# Totalförsvarets ammunitions- och minröjningscentrum

.

Totalförsvarets ammunitions- och minröjningscentrum (SWEDEC) (eng. Swedish EOD and Demining Centre) är ett försvarsmaktsgemensamt kunskapscentrum inom Försvarsmakten som verkat sedan 1998. Förbandsledningen är förlagd i Eksjö garnison i Eksjö

## Historik
Efter det svenska engagemanget i Bosnien och Hercegovina under första delen av 1990-talet började utbildningen av EOD-enheter till utlandsstyrkan ta fart på allvar. Vid samma tid trädde Sverige fram som en alltmer betydande bidragsgivare till den humanitära minröjningen. Regeringen gav i samband med 1996 års försvarsbeslut Försvarsmakten i uppgift att inrätta ett gemensamt minröjningscentrum för totalförsvaret. Centrumet var fullt organiserat den 1 januari 1998 under namnet Totalförsvarets ammunitions- och minröjningscentrum (Swedec), och fick efter omorganisationen den 1 juli 2000 sin nuvarande form. 
Genom samma försvarsbeslut, kom arméns samtliga truppslagscentra att avvecklas i och med den 31 december 1997. Detta ledde till att Arméns fältarbetscentrum avvecklades som enhet, och Arméns fältarbetsskola kom istället inordnas från den 1 januari 1998 som en del i Totalförsvarets ammunitions- och minröjningscentrum (SWEDEC). Skolan antog därmed namnet Fältarbetsskolan. Genom försvarsbeslutet 2000 överfördes Fältarbetsskolan den 1 juli 2000 till att bli en del i Göta ingenjörregemente (Ing 2).
Den 1 juli 2021 överfördes EOD- och sökkompaniet från Göta ingenjörregemente till Totalförsvarets ammunitions- och minröjningscentrum. Med förändringen tillfördes ammunitionsröjnings- och sökförmågan i ett nationellt sammanhang, vilket låg till grund för att skapa ett krigsförband till Försvarsmaktens krigsorganisation från 2023. Övertagandet skedde genom en ceremoni den 24 juni 2021, där chefen för Göta ingenjörregemente tackade av och kompaniet tog sig därefter till Swedec för att där anmäla sig för chefen för Swedec.

## Verksamhet
Swedec är Sveriges kompetenscentrum inom ammunitions- och minröjningsområdet och ingår i Eksjö Garnison. Swedec samarbetar med Statens Räddningsverk, Polismyndigheten och Sida, och med internationella organisationer som Geneva International Centre for Humanitarian Demining (GICHD), International Test and Evaluation Program (ITEP) och Nordic Demining Research Forum (NDRF). På övningsfältet Ränneslätt finns idag ett stort inhägnat område där SWEDEC utbildar personal och där även tester och utvärdering av ny minröjningsutrustning sker. Swedec hade fram till 30 juni 2021 cirka 70 anställda, efter att centrumet tillfördes EOD- och sökkompaniet från Göta ingenjörregemente, ökade antalet befattningar till 190.
Verksamheten vid SWEDEC utgörs främst av:
- Information
- Mine action
- Utbildning
- Utveckling

Swedec åker ofta runt i landet och visar upp delar av sin verksamhet. Det finns också en fast utställning på Smålands militärhistoriska museum i Eksjö. I Swedec:s monter finns bland annat skyddsutrustning för en ammunitions- och minröjare samt en rad filmer som presenterar verksamheten.

## Heraldik och traditioner
I samband vid bildandet av centrumet, övertogs förbandsvapnet från det upplösta och avvecklade Arméns fältarbetscentrum. Totalförsvarets ammunitions- och minröjningscentrum har instiftat Totalförsvarets ammunitions- och minröjningscentrum förtjänstmedalj (TFAMSM), medaljen är troligtvis instiftad runt 2010.

## Förbandschefer
Förbandschefen tituleras förbandschef och har sedan 2005 tjänstegraden överste eller kommendör.

- 1998–1999: Överste 1. Björn Svensson
- 1999–2000: Överstelöjtnant Bertil Jillbratt [d]
- 2000–2005: Överste 1. Thore Bäckman
- 2005–2007: Överste Anders Hedgren
- 2007–2010: Överste Anders Widuss
- 2010–2016: Överste Ronnie Nilsson [e]
- 2016–2018: Överste Fredrik Zetterberg [f]
- 2018–2022: Kommendör Fredrik Peedu [g]
- 2022–20xx: Överste Görgen Larsson [h]

## Namn, beteckning och förläggningsort
| Totalförsvarets ammunitions- och minröjningscentrum | 1998-01-01 | – |  |

| SWEDEC | 1998-01-01 | – |  |

| Eksjö garnison (F) | 1998-01-01 | – |  |
| Ränneslätt (Ö)     | 1998-01-01 | – |  |